# Мабети (река)
Мабети (яп. 馬淵川 мабэтигава) — река в Японии на острове Хонсю. Протекает по территории префектур Ивате и Аомори.
Исток реки находится под горой Соде-Яма (высотой 1215 м) на хребте Китаками. Оттуда река течёт на север, ниже посёлка Намбу поворачивает на северо-восток и протекает через город Хатинохе, где впадает в Тихий океан.
Длина реки составляет 142 км, на территории её бассейна (2050 км²) проживает около 180000 человек. Согласно японской классификации, Мабети является рекой первого класса.
В среднем и нижнем течении Мабети русло реки сложено вулканическим пеплом Хатинохе и туфом. От реки расходятся террасы, сложенные вулканическим пеплом, торфом, пемзой и песком.
Река протекает через старинные посёлки Саннохе, где было сделано множество археологических находок и стоял замок Саннохе, и Намбу, окружённый рисовыми полями и фуктовыми садами.